# Plistospilota guineensis
Plistospilota guineensis es una especie de mantis de la familia Mantidae.

## Distribución geográfica
Se encuentra en Costa de Marfil, Ghana, Guinea y Liberia.